# Nadrupe
Nadrupe é uma aldeia situada na freguesia da Lourinhã, Portugal. Como aldeia depende politicamente da sua freguesia.
Os terrenos agrícolas da aldeia encontram-se separados desta pelo Rio Grande (Lourinhã), e são famosos pela sua fertilidade visto estarem no leito de inundação do rio, recebendo todos os anos novas camadas de manta morta e areia.

## História
Ao contrário do que muita gente pensa, o Nadrupe não é uma aldeia recente, pelo contrário. As suas origens remontam ao século XII, aquando da doação da Lourinhã ao seu primeiro donatário D. Jordão, de origem franca. A aldeia aparece pela primeira vez referenciada na carta foral atribuída à Lourinhã em 1160, de modo a que esta gozasse dos mesmos direitos da sede de concelho. Posteriormente a aldeia aparece noutro documento, quando D. João III ordena o primeiro recenseamento geral da população portuguesa, em 1527.
Já no século XX, a aldeia foi assolada por um surto de emigração, tendo sido os países de acolhimento mais requeridos a França e a Alemanha.

## Património

### Igreja de Nossa Senhora da Graça
Construída em 1869, pelo voto dos habitantes da aldeia a Nossa Senhora, por esta os ter livrado da epidemia da febre amarela. É uma construção muito simples. A fachada de empena de bico, de modelo clássico, apresenta um janelão sobre a porta principal. A torre sineira que se adossa à frontaria, no seu lado esquerdo, tem porta para o adro.
Nas obras de 1989, foram as meias paredes da nave e capela-mor revestidas a mármore. Em 2005 a igreja sofreu um novo restauro e a inclusão de uma casa mortuária para as cerimónias fúnebres da aldeia.

### Lavadouros
Os tanques que servem este lavadouro foram mandados construir por um benfeitor da aldeia, o Sr. José da Silva Júnior que quis, desta maneira, permitir um melhor acesso a água potável. Pela primeira vez, a água canalizada foi usada como um bem comum na aldeia.
Actualmente, existe um projecto de recuperação do espaço para fins de lazer. O projecto consiste em manter o traço dos tanques e criar um jardim envolvente com várias fontes.

### Fonte dos Poçinhos
A água desta fonte foi muito utilizada para as lides domésticas. Porém, com a chegada da água canalizada, caiu em desuso. Existe agora um projecto para a criação de uma zona de lazer.

### Fonte de Nossa Senhora da Graça
Esta é, de longe, a fonte mais conhecida da aldeia. A ela está associado o mito de que Nossa Senhora da Graça poupou o Nadrupe da Febre Amarela, através dos poderes curativos das suas águas.

### Cruzeiro
Não existem certezas quanto à data exacta da sua construção, mas pensa-se que terá sido no início do século XX. Já no novo milénio foi alvo de vandalismo, onde arrancaram a cruz do seu pedestal. Em 2001 foi alvo de reparações por parte da junta de Freguesia, mantendo agora o seu aspecto original.

## Lendas
Reza a lenda que, durante as Invasões Francesas, um general de nome Nadrupe apaixonou-se pela aldeia e, quando os franceses foram expulsos pelas tropas Luso-britânicas, este recusou-se, permanecendo na aldeia e sendo morto por elas. Mais tarde a população atribuiu o seu nome à aldeia em sua honra. (Note-se que a aldeia já era referida como Nadrupe no século XII e as Invasões Francesas ocorreram no século XVIII).

## Clima
O Nadrupe, como todo o concelho da Lourinhã, caracteriza-se pela elevada humidade relativa (cerca de 85%) devido à proximidade do mar e da elevada pluviosidade, que causa todos os anos o transbordo rio. As temperaturas pouco oscilam, mantendo-se entre os 18 e os 25 graus. São, portanto, raras as temperaturas extremas. Todavia, nos últimos dois anos, têm-se  verificado temperaturas negativas e ocorrência de neve no inverno e temperaturas acima dos 30 graus Celsius no Verão. São também muito frequentes os ventos na ordem dos 80Km/h.

## Economia
A sua pequena dimensão não permite uma grande variedade de actividades. Contudo, existem os três sectores económicos na aldeia (Primário, Secundário e Terciário). 
Grande parte dos habitantes do Nadrupe encontra-se empregado no sector agrícola, lidando na maioria dos casos com fruta e hortaliça. Como parte da Região do Oeste, a fruta "rainha" é a Pêra Rocha, quase exclusivamente exportada para o Reino Unido. Como componente relevante deste sector existem ainda a produção pecuária onde os suinos, bovinos, os caprinos e os ovinos são alimentados a pastoreio ou intensivamente para produção de carne e leite. Ligada à agricultura estão ainda as indústrias de processamento e conservas. Como são exemplos, a Louribatata e a fábrica de Picles. Contudo, a indústria panificadora também é relevante.
O sector terciário tem vindo a aumentar cada vez mais, estando já sediadas na aldeia várias empresas de construção e transportes.

## Cultura
Actualmente, todas as iniciativas culturais realizadas no Nadrupe contaram com a direcção da ADRCN (Associação Desportiva Recreativa e Cultural de Nadrupe), criada pelos habitantes para estes e outros fins.
O evento de maior relevância da aldeia é a Festa de Agosto (realizada no primeiro Domingo do mês, em honra de Nossa Senhora da Graça). Ligada a esta festa, está também a tradição do arco, que consiste na elaboração de um arco com cerca de 20m. Este arco é decorado com murta (Myrtus), luzes e flores e tem sempre motivos religiosos. Todo o arco é refeito de raiz de ano para ano.
Todos os anos, no dia 13 de Maio (dia de Nossa Senhora de Fátima), realiza-se na aldeia o concurso de jardins, que disputam entre si o título de jardim mais belo da aldeia. São comuns nos jardins as Sardinheiras e as plantas sazonais, como os Lírios (Lilium) e os Jacintos (Hyacinthus). É também neste dia que se realiza a tradição cristã da procissão de velas.

## Curiosidades
o Juiz de Paz é o Dr. Constantino Carvalho
Apesar de ser comum a repetição de nomes em aldeias portuguesas, a aldeia do Nadrupe é a única do seu nome em Portugal.
A aldeia possuía uma ponte de madeira que caíu na sequência das cheias de 90.
Toda a aldeia e os terrenos envolventes pertenciam a uma única grande propriedade, a Quinta da Galeana. Actualmente, com 500 a 300 anos, a quinta conta apenas com 35 hectares situados na margem oposta à aldeia.
O Bolardo (bairro na parte agrícola), foi em tempo pertença de um mosteiro extinto por ordem régia.
Em 2005 foi encontrado um esqueleto de um dinossauro na aldeia, perto da Quinta da Galeana.